# Ermita de Santa María de Arrazubi
Ermita de  Nuestra Señora de Arrazubi XII. es una iglesia cristiana del siglo XVIII, de estilo gótico, situada en el desolado de Arrazubi, en el término concejil de Oloritz, en el municipio del mismo nombre. .

## Historia
Donde se levanta este sencillo edificio, existía un pueblo del mismo nombre. En el censo de 1366 solo disponía un fuego incendio. En 1537 fue sede de un cofradía, En 1786 era un casería que pertenecía al palacio de Eristain, y contaba con siete habitantes, en 1857 solo lo habitaban cinco vecinos. A comienzos del siglo XX estaba ya deshabitado. 

## El edificio
Es un edificio protogótico, XII. Realizado a finales de siglo . Dispone de una sola nave de planta rectangular, cabecera recta y tres tramos separados por arcos fajones apuntados con contrafuertes exteriores. La cubierta a dos aguas fue reconstruida a finales del siglo XX.
Tiene muros de mampostería, con pocos huecos, contrafuertes en forma de prisma, y una hilera de contrafuertes en la parte superior. La puerta de entrada es de arco apuntado, y arquivoltas y dinteles lisos. Junto a la puerta . Hay un sepulcro gótico del siglo XIII, bajo un hermoso arco apuntado; la lápida tiene dos niveles. El muro de la espadaña parece haber sido realizado en una época posterior a la de la capilla.

## Galería

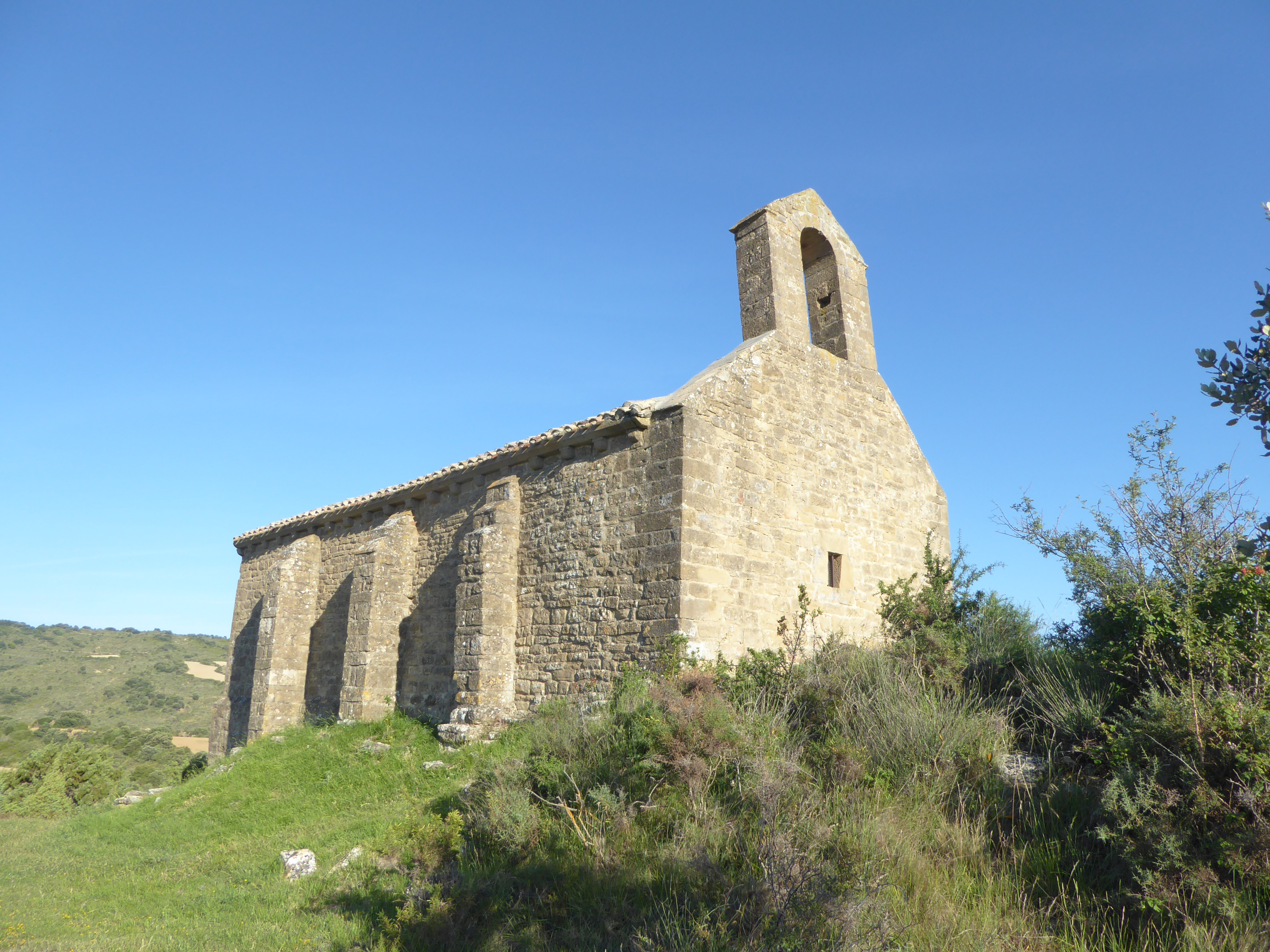
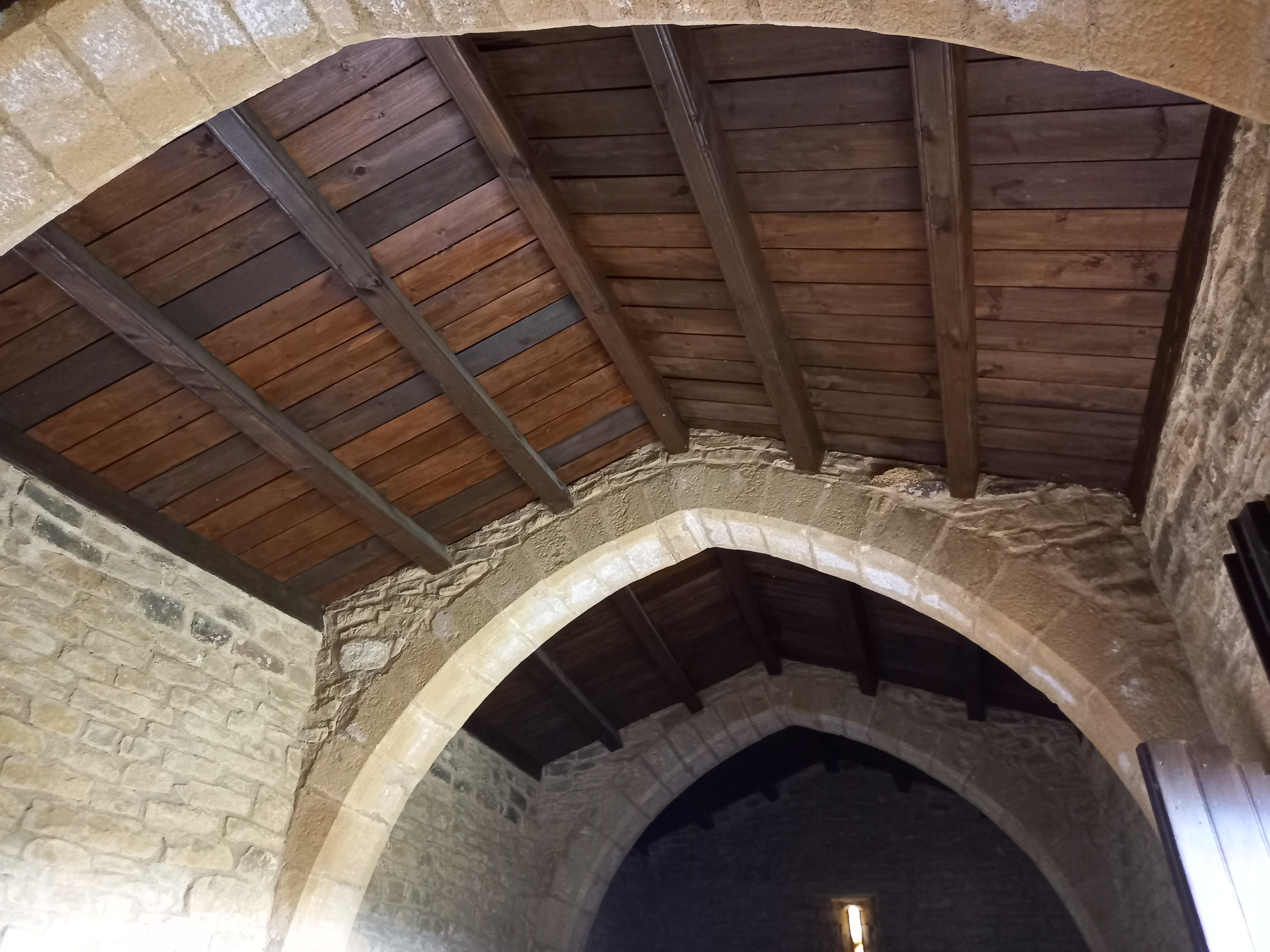
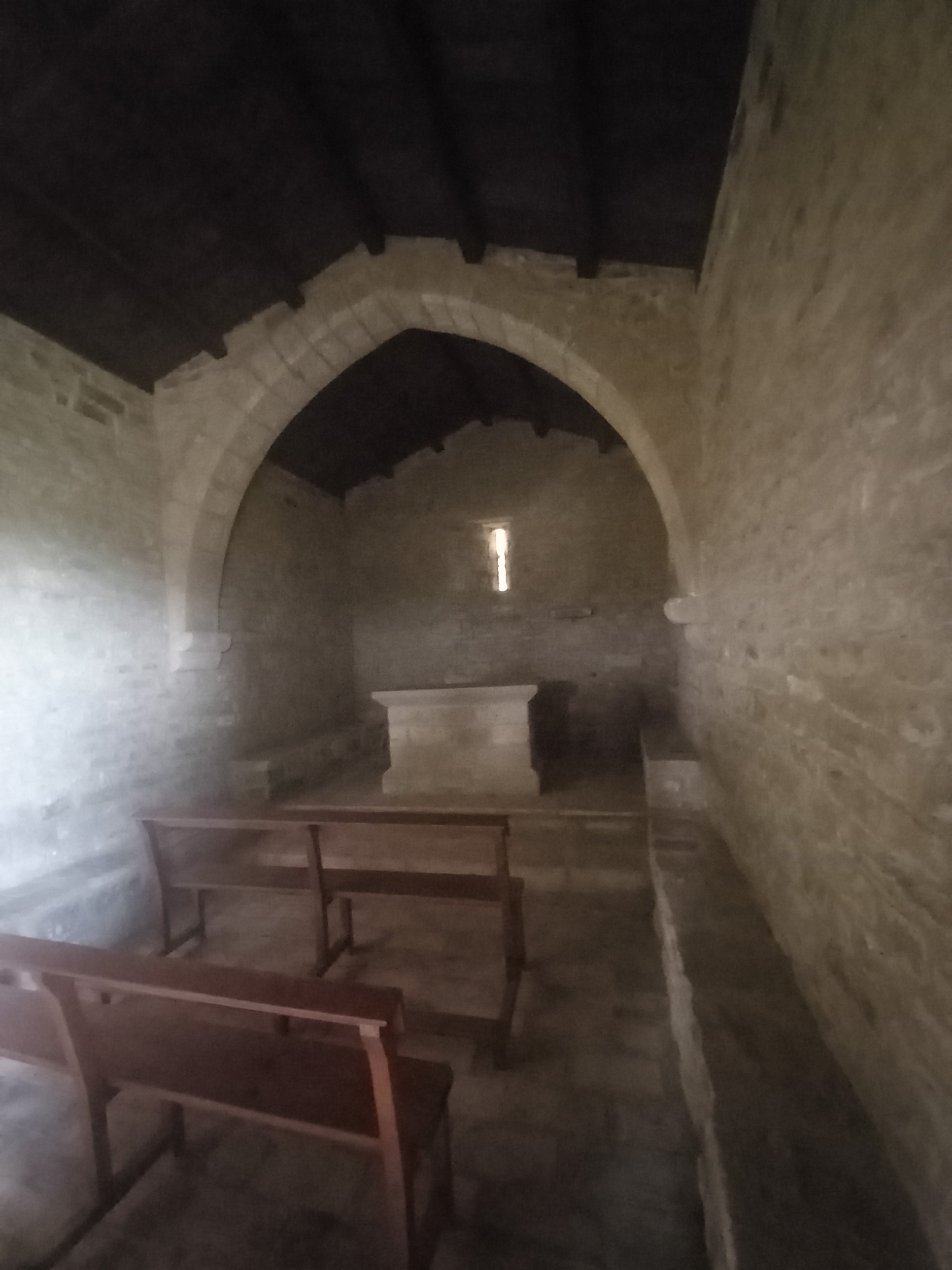
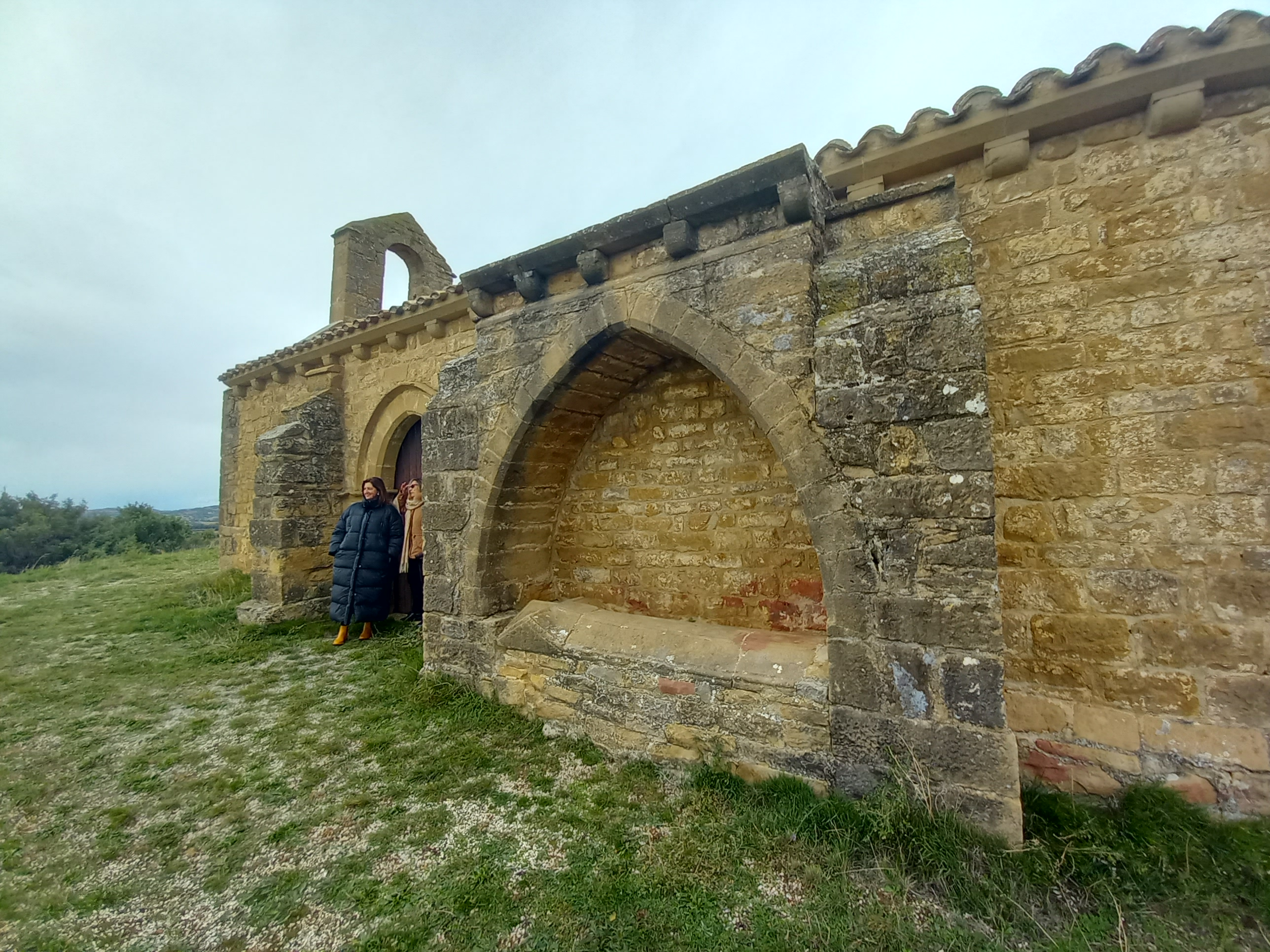